# Christen innerhalb der Freiwirtschaftsbewegung
Neben Atheisten, Agnostikern, Juden und Angehörigen anderer Weltanschauungen gab und gibt es auch Christen innerhalb der Freiwirtschaftsbewegung, die vom deutsch-argentinischen Kaufmann und Wirtschaftstheoretiker Silvio Gesell (1862–1930) initiiert wurde. Sie gelten als die ersten, die „Gesells Erkenntnisse zu schätzen wussten“. Ob Silvio Gesell selbst eine atheistische, agnostische oder lediglich stark antikirchliche Grundeinstellung besaß, ist in der Gesellforschung umstritten. Eindeutig belegbar ist, dass er sich biblischer und theologischer Texte bediente, um die wesentlichen Thesen seiner Natürlichen Wirtschaftsordnung zu stützen.

## Personen im Überblick (Auswahl)

Moritz von Egidy

Tagung des Freiwirtschaftsbundes 1921 (Uhlemayr: 3. Reihe, erste Person links)

Klüpfel als römisch-katholischer Priester (vor 1914)

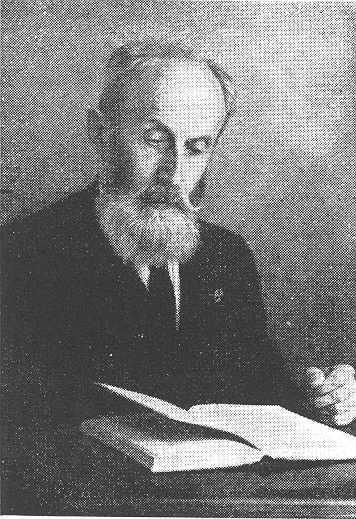
Jakob Sprenger

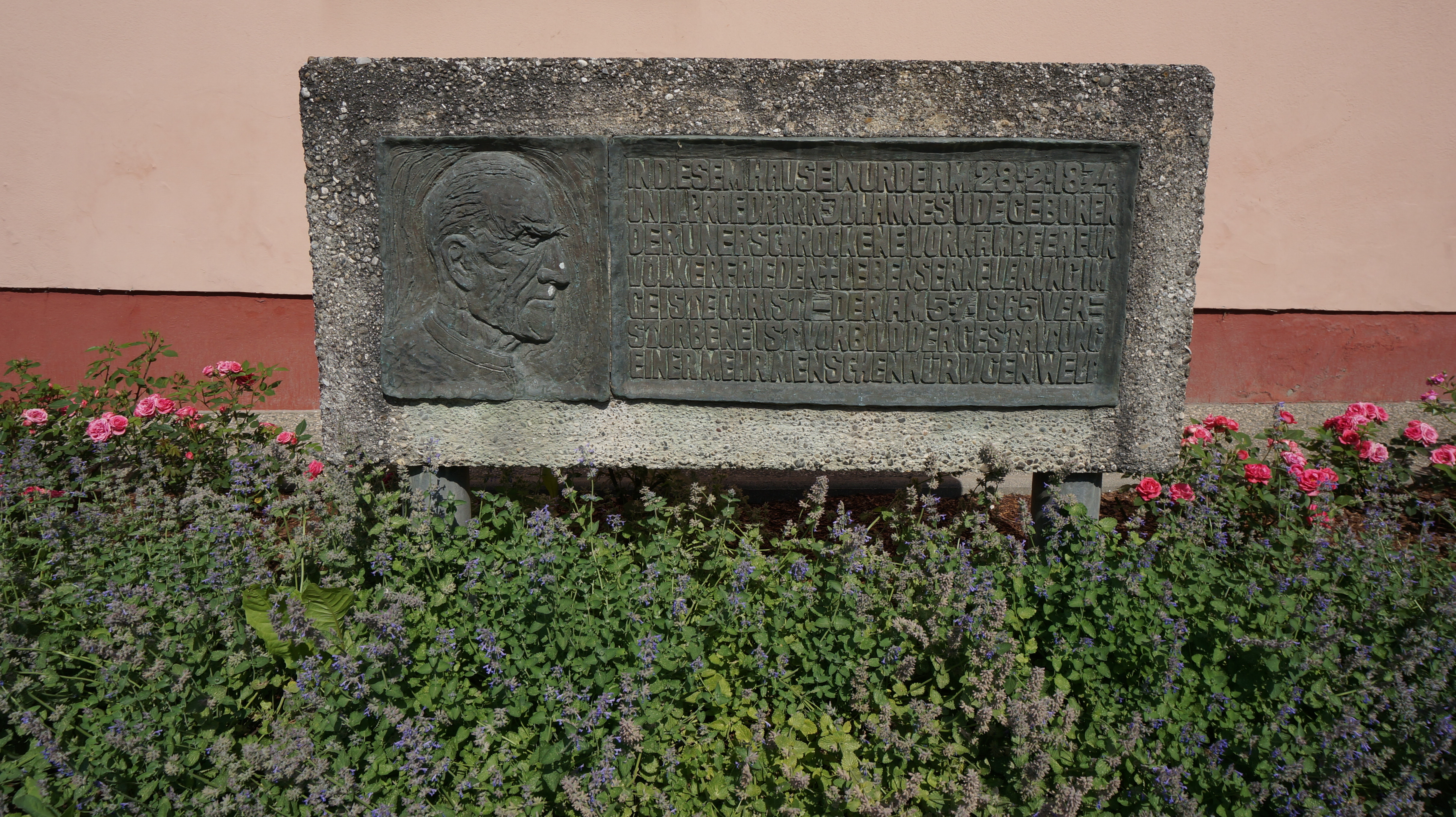
Gedenkstein für Johannes Ude

Fritz Schwarz (links) im Gespräch mit Silvio Gesell (Mitte) und Werner Zimmermann (1917)

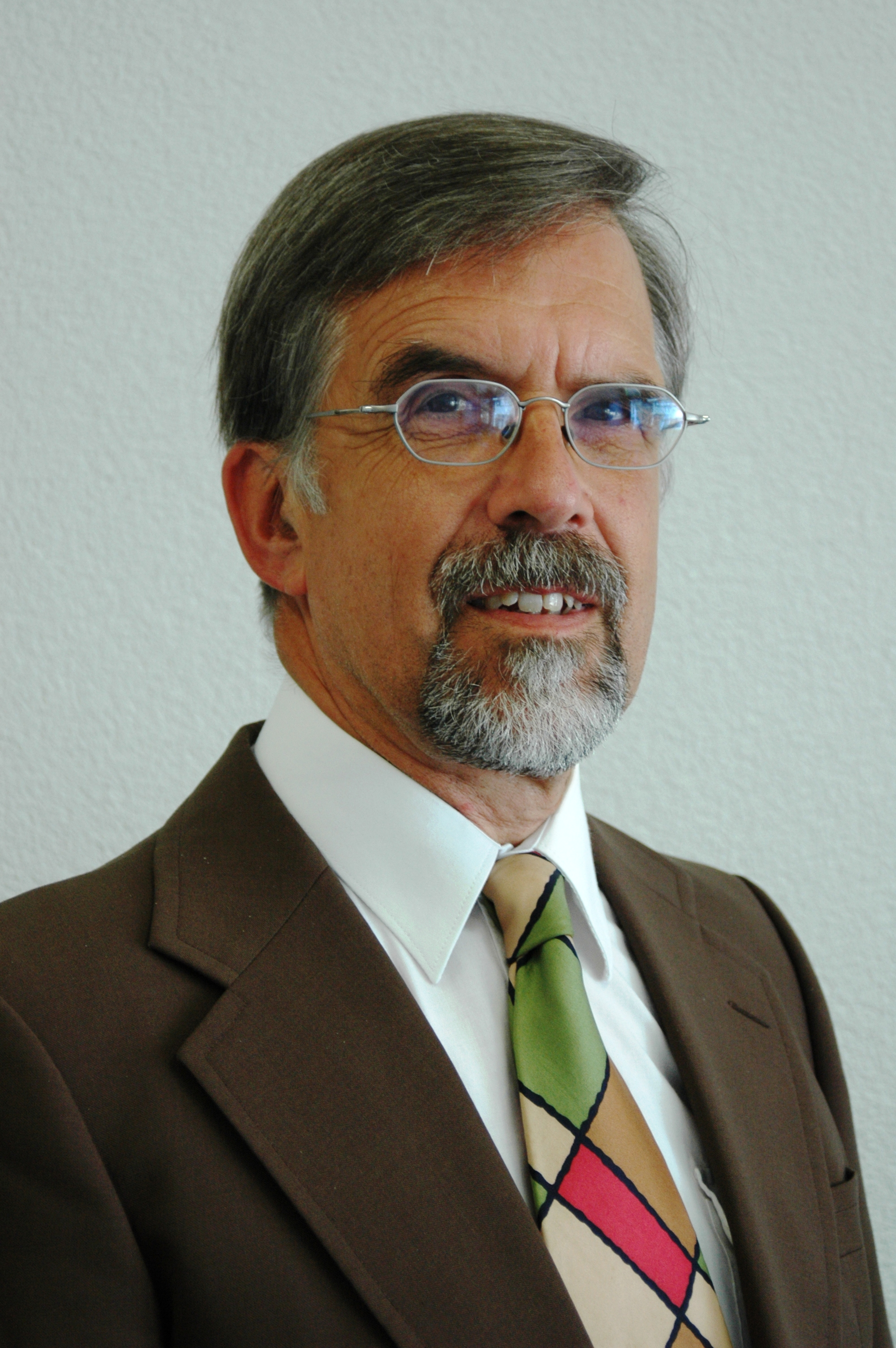
Roland Geitmann (2006)

Die folgende Liste erhebt keinen Anspruch auf Vollständigkeit und muss sicherlich ergänzt werden. Die aufgeführten Personen, die nach ihrem Geburtsdatum chronologisch sortiert sind, waren sowohl engagierte Christen als auch aktive Freiwirtschaftler.

### Moritz von Egidy
Silvio Gesell veröffentlichte im Jahr 1897 in Buenos Aires sein programmatisches Buch Die Anpassung des Geldes und seiner Verwaltung an die Bedürfnisse des modernen Verkehrs. Während in den meisten Fachrezensionen auf die Vorschläge Gesells ablehnend reagiert wurde, würdigte die vom christlichen Pazifisten Moritz von Egidy (1847–1898) herausgegebene Zeitschrift Versöhnung Gesells Ideen als „eine Stellungnahme zur ganzen Währungsfrage, die berghoch über den Ergüssen der Metallenthusiasten steht. Trotzdem ich die praktischen Schlüsse, zu denen der Autor kommt ..., nicht für richtig halte, nehme ich keinen Anstand, seine Schrift für das Bedeutendste zu halten, was die Fach- und Broschürenliteratur des letzten Jahrzehnts über das Geldwesen zutage gefördert hat.“ Nachdem Gesell in seinem argentinischen Umfeld nach einer zehnjährigen schriftstellerischen Tätigkeit nur auf Desinteresse stieß, was seine Reformvorschläge anging, war er umso erfreuter, dass Moritz von Egidy daran ernsthaft interessiert war. Gesell übergab sein argentinisches Geschäft seinem Bruder Ernst Gesell und kehrte nach Deutschland zurück, um hier Egidy persönlich zu treffen. Die Enttäuschung war groß, als er erfuhr, dass Moritz von Egidy einen Tag vor seiner Ankunft im Hamburger Hafen verstorben war.

### Benedikt Uhlemayr
Der Oberstudiendirektor Benedikt Uhlemayr (1871–1942), Leiter eines Nürnberger Mädchengymnasiums, gehörte mit Johannes Ude und Eduard Burri zu den Freiwirtschaftlern, um die sich in den 1920er und 1930er Jahren die christlich orientierten Anhänger der Bewegung sammelten. Die Mitglieder des bürgerlichen Freiwirtschaftsbundes (FWB), für den Uhlemayr unter anderem bei der Reichstagswahl Dezember 1924 kandidierte, hatte sich einerseits verpflichtet, eine weltanschaulich neutrale Position einzunehmen, „um für Menschen aller Religionen, Herkünfte und Hautfarben offen zu sein“; andererseits hatte sich der FWB teilweise mit sozialdarwinistischen Ideen verbunden, mit denen er die Gesell'sche Geld- und Bodenreform begründete. Dies wiederum führte bei den Christen innerhalb des FWB zu starken Widerständen. Weder Uhlemayr noch andere Christen in der Bewegung waren jedoch imstande, bis zur Machtergreifung durch die Nationalsozialisten eine eigene christlich-freiwirtschaftliche Organisation zu gründen.
Da Uhlemayr sich geweigert hatte, bei offiziellen Anlässen seine Schule mit der Hakenkreuzfahne zu beflaggen, ließ Julius Streicher ihn vor den Augen seiner Schülerinnen auf dem Pausenhof verhaften. Er wurde seines Amtes enthoben und durch einen linientreuen Nationalsozialisten ersetzt. Auf Anweisung Streichers wurde Uhlemayr in seiner Gefängniszelle ausgepeitscht. Diese Misshandlung verursachten Nervenschädigungen und ein Krampfleiden, das mehrere Krankenhausaufenthalte zur Folge hatte. Nachdem er nach seiner Freilassung auf offener Straße ein weiteres Mal von Nazi-Schergen überfallen und misshandelt worden war, verstarb er im Mai 1942 in der Erlanger Universitätsklinik.

### Jakob Sprenger
Jakob Sprenger (1872–1951) war ein Schweizer Volapükist und früher Anhänger der Freiwirtschaftslehre mit christlichem Hintergrund. Unter dem Pseudonym „Theseus“ verfasste er zahlreiche Broschüren zu verschiedenen freiwirtschaftlichen Themen, insbesondere zur Zinsproblematik und gehörte in der Schweiz und in Liechtenstein zu den führenden Vertretern der Freiwirtschaft, auf die er – nach einer gescheiterten Unternehmertätigkeit – bei seiner Suche nach Antworten auf soziale und ökonomische Fragen gestoßen war. Untersucht man Sprengers freiwirtschaftlichen Schriften, so fällt der betont christliche Hintergrund auf, vor dem er die Gesellsche Lehre entfaltete. So knüpfte er zum Beispiel an das bekannte Jesus-Wort an, das Gottes-Dienst und Mammondienst für unvereinbar erklärte: „Niemand kann zwei Herren dienen: Entweder er wird den einen hassen und den andern lieben, oder er wird an dem einen hängen und den andern verachten. Ihr könnt nicht Gott dienen und dem Mammon zugleich.“ (Mt 6,24 ) „Mammondienerschaft“ bedeutete für Sprenger die „ausbeuterische und arbeitslose Besitzvermehrung durch den Zins“.

### Johannes Ude
Johannes Ude (1874–1965) war ein römisch-katholischer Priester, Theologieprofessor und christlicher Pazifist. Die Veränderungen in seinem persönlichen Engagement beschrieb er einmal so: „Zuerst bekämpfte ich den Alkoholismus und Nikotinismus, dann die Unsittlichkeit, vor allem die Reglementierung der Prostitution, beschäftigte mich mit der Genuss- und Warenerzeugungsfrage, setzte mich für den Vegetarismus ein, bekämpfte den Krieg und arbeitete für den Friedensgedanken, und stemmte mich mit aller Macht gegen die politische Verderbtheit und gegen den Kapitalismus.“
Ude war nach dem Zweiten Weltkrieg am Aufbau der Arbeitsgemeinschaft freiwirtschaftlicher Christen beteiligt.

### Paulus Klüpfel
Paulus Klüpfel (1876–1918) war ein ehemaliger römisch-katholischer Priester aus dem oberfränkischen Pottenstein, der nach seiner Abkehr vom Priesteramt als Dienst eines bloßen „Wortprediger(s)“ für sich ein „Christentum der Tat“ proklamierte, das er auch als „Weltarbeit“ bezeichnete. Nach seinem Umzug nach Berlin traf er dort auf den Bodenreformer Adolf Damaschke (1865–1935) und auf den Arzt, Soziologen, Nationalökonomen und Zionisten Franz Oppenheimer. Über den Letztgenannten lernte er Georg Blumenthal und den von ihm ins Leben gerufenen Verein für physiokratische Politik kennen. Schriften Silvio Gesells, die er dort erhielt, veranlassten ihn, mit Gesell persönlich in Kontakt zu treten. In einem Brief an Gesell heißt es: „Seit Jahren tappe ich in allen Fächern der Wirtschaftslehre herum, lediglich aus dem Bedürfnis, Sinn und Zusammenhang zu begreifen. Umsonst! [...] Jetzt [nachdem er die erwähnten Schriften Gesells gelesen hatte] muß ich sehen, daß unsere Wirtschaft noch gar keine Wirtschaft ist. Sondern erst eine werden muß – aber gottlob auch eine werden kann!“ Klüpfel erhielt eine Einladung in die Eden-Siedlung bei Oranienburg, wo Gesell seit 1911 ein Wohnhaus auf einem Pachtgrundstück besaß. Nach einer kurzen Kennenlernphase zog Klüpfel bei Silvio Gesell ein und wurde dessen Privatsekretär. Er ordnete Unterlagen, las und korrigierte die Gesell'schen Manuskripte, darunter dessen Entwurf der utopischen Freiland-Freigeld-Geschichte Barataria. Zu Pfingsten 1915 erschien ein von Gesell und Klüpfel gemeinsam verfasstes Flugblatt mit dem Titel Deutsches Freiland. Klüpfels Anteil an dieser Schrift wird vor allem dort sichtbar, wo theologisch argumentiert und begründet wird. So heißt es dort zum Beispiel, dass es ein „am ewigen Gottesthron verankertes Menschenrecht auf den Erdboden“ gäbe. Auch enthält der Text biblische Anspielungen, die auf Klüpfel zurückgehen. So hätten die Grundherren zwar die Welt gewonnen, aber an ihrer Seele Schaden erlitten. Hier klingt das von Jesus erzählte Gleichnis vom reichen Kornbauern an. Obwohl Klüpfel der verfassten Kirche den Rücken gekehrt hatte, blieb er in seinem Denken und Handeln auf Gott bezogen. Er gilt daher als früher Vertreter des religiösen Flügels der Freiwirtschaftsbewegung. Er verband die Religionsphilosophie des Fernen Ostens mit christlicher Ethik und distanzierte sich sowohl vom Eigennutzdenken als auch von der Übertragung darwinistischer Grundsätze auf die Natürliche Wirtschaftsordnung; beide Ansätze fanden sich bis dahin innerhalb der freiwirtschaftlichen Bewegung und wurden auch von Silvio Gesell vertreten. Mit seiner im Christentum verankerten Eheauffassung stand Klüpfel ebenfalls gegen die von Gesell und den Physiokraten propagierte freie Liebe.
Paulus Klüpfel, dessen Werk erst nach dem Zweiten Weltkrieg wiederentdeckt und 1990 durch Günter Bartsch einer breiteren Öffentlichkeit vorgestellt worden ist, war das theologisch-philosophische Gegenüber „zu dem mehr praktisch veranlagten Kaufmann Gesell“. Seinen Zukunftsplänen für die Ausbreitung der Gesell'schen Ideen, wurde durch einen frühen Tod ein Ende gesetzt. Klüpfel starb im Juli 1918 an den Folgen einer schweren Tuberkuloseerkrankung. Sein Wirken geriet alsbald in Vergessenheit. Als man 1928 im „Freiwirtschaftlichen Archiv“ seinen Briefwechsel mit Walter Rathenau veröffentlichte, hieß es in einem abschließenden Nachwort, dass Klüpfel wahrscheinlich „... den meisten Lesern ein Unbekannter“ sein wird.

### Viktor Pfluger
Der römisch-katholische Priester Viktor Pfluger (1879–1958) wurde 1879 in Neuendorf, Kanton Solothurn, geboren und 1907 zum Priester geweiht. Pfluger übersetzte unter anderem die Enzyklika Rerum novarum Leo III. (Papst) und Quadragesimo anno Pius XI. Im Jahr 1917 erschien sein Kommentar zur Römischen Frage. Zu seinen besonderen Interessen gehörte das Moralproblem der Zinsfrage.

### Fritz Schwarz
Das zentrale Thema des Schweizer Pädagogen, Lebensreformers und freiwirtschaftlichen Politikers Fritz Schwarz (1887–1958) war „die soziale Gerechtigkeit“. Das alttestamentliche Bibelwort „Der Gerechtigkeit Frucht wird Friede sein. Jesaja 32, 17“, das sich auf seinem Grabstein findet, unterstreicht diese Aussage. Als Autor beschäftigte Schwarz sich unter anderem mit der Frage, wie sich christliche Überzeugung und Zins zueinander verhalten.

### Hans Konrad Sonderegger
Der evangelisch-reformierte Pfarrer, promovierte Jurist und Politiker Hans Konrad Sonderegger (1891–1944) stieß 1920 zur Freiwirtschaftslehre Silvio Gesells und sah in ihr den Weg, die damalige Wirtschaftskrise zu beenden. 1931 trat er in den Schweizer Freiland-Freigeld-Bund ein und wurde alsbald eines seiner führenden Mitglieder. In privaten Briefen votierte er 1940 für ein politisches Arrangement der Schweiz mit den damals siegreichen Achsenmächten Deutschland, Italien und Japan. Diese Briefe wurden 1943 im Zusammenhang einer Auseinandersetzung innerhalb der Schweizer Freiwirtschaftsbewegung veröffentlicht und lösten eine Diffamierungskampagne aus, die Sondereggers politische Karriere beendete.

### Eduard Burri
Der evangelisch-reformierte Berner Stadtpfarrer und Pianist Eduard Burri (1892–1985) engagierte sich sowohl auf der Kanzel als auch in zahlreichen Schriften für die freiwirtschaftlichen Ideen. Zu letzteren gehört auch eine Eingabe an „die theologischen Fakultäten der schweiz. Hochschulen“ zum Thema Christentum und Zins; weitere Titel sind unter anderem: Wirtschaftliche Gerechtigkeit: Was sagt die Bibel dazu? (ca. 1934), Der Zins vom Standpunkt der christlichen Ethik, der Moral und der Volkswirtschaft (ca. 1935) und Der Christ als Staatsbürger: Gottesglaube und Politik - Zum Problem des Staates und der Obrigkeit (1936). Eduard Burri und seine Ehefrau Helene, geborene Fahrni führten mit dem reformierten Theologen Karl Barth einen Briefwechsel.

### Hans-Joachim Führer
Hans-Joachim Führer (1915–2006) war ein unehelicher Sohn Silvio Gesells. Zeit seines Lebens setzte er sich für die Verbreitung der Ideen seines Vaters ein. Bereits als Zwölfjähriger hielt er in seiner Internatsschule in Letzlingen Vorträge über die Freiwirtschaft. Kirchenkritisch erzogen, erlebte er 1948 „eine starke Hinwendung zum Christentum“ und ließ sich 1962 von Johannes Ude taufen. In den 1950er Jahren war er wesentlich am Aufbau der deutschen Freiwirtschaftsbewegung beteiligt. In den letzten Jahren seines Lebens versuchte er unermüdlich die verschiedenen kirchlichen Gruppen, die sich für soziale Gerechtigkeit einsetzten, mit der Natürlichen Wirtschaftsordnung bekanntzumachen. Sein Hauptwerk Friedensfalken, das 1985 erschien und unter anderem Führers Hinwendung zum Christentum spiegelt, wurde auch als „Theologie der Freiwirtschaft“ bezeichnet.

### Roland Geitmann
Der „evangelisch geprägte“ Verwaltungsrechtler, Sozialdemokrat und zeitweilige Bürgermeister Roland Geitmann (1941–2013) war von 1989 bis 2009 Vorsitzender des Vereins Christen für gerechte Wirtschaftsordnung. In zahlreichen Schriften beleuchtete er die Zins- und Bodenfrage aus biblisch-christlicher und freiwirtschaftlicher Perspektive. Beispiele dafür sind Bibel, Kirchen, Zinswirtschaft. Mitteilungen der Evangelischen Landeskirche in Baden (1989), Zinsverbot aus Liebe (1991), Bibel, Kirchen und Bodeneigentum (1997) und Biblische Wahrheit aktueller denn je: Jobeljahr 2000 und Anti-Mammon-Programm (1999). Seine Ausführungen in diesem Zusammenhang lassen sich mit diesem Zitat Geitmanns zusammenfassen: „[…] für eine erwachsen werdende Menschheit haben religiöse Ge- und Verbote ihre Verbindlichkeit verloren, auch wenn es leidvoller Erfahrungen bedarf, sie durch eine aus Einsicht selbst zu entwickelnde Ordnung zu ersetzen. Hierfür enthalten die mosaischen Gesetze entscheidende Hinweise, zum einen den, dass es am Boden nur Nutzungsrechte geben darf, und zum anderen die in den Erlassjahren liegende Erkenntnis, dass auch Geld und Geldforderungen altern und einmal sterben müssen wie alles auf der Erde. Diese beiden Elemente finden sich sowohl bei Silvio Gesell (1862 - 1930) als auch bei Rudolf Steiner (1861 - 1925) und könnten bei sachgemäßer Ausgestaltung und Handhabung den Zins marktwirtschaftlich zum Verschwinden bringen.“

## Organisationen

### Arbeitsgemeinschaft freiwirtschaftlicher Christen (AfC)
Eines der ersten Mitglieder der ehemaligen AfC war der Pazifist und Verfolgte des Naziregimes Johannes Ude, Professor an der theologischen Fakultät der Universität Graz. Er beteiligte sich an der ersten Denkschrift der AfC. Der Lebensreformer Werner Zimmermann erweiterte die anfangs noch kirchlich gebundene Spiritualität der AfC um esoterische Elemente. Hans Weitkamp, Vorsitzender des Freiwirtschaftlichen Jugendverbandes, war bestrebt, die aggressive Energie des Geldes in eine sanfte Energie umzuwandeln und stärkte den Anteil der Frauen in der AfC. Karl Walker war Autor vieler Bücher zu Geld, z. B. „Das Geld in der Geschichte“. Hein Beba, Vorstandsmitglied der Initiative für Natürliche Wirtschaftsordnung Deutschland, war treibende Kraft bei der Umwandlung der AfC zu den CGW, deren erster Vorsitzender bis 2009 Roland Geitmann wurde.

### Christen für gerechte Wirtschaftsordnung (CGW)
Die Christen für gerechte Wirtschaftsordnung sind eine überkonfessionelle Vereinigung und vertreten Positionen der jüdisch-christlichen Soziallehre, der Freiwirtschaft und der Anthroposophie, beeinflusst im Weiteren durch kritische Konzepte, die im Rahmen der gegenwärtigen Geldtheorie und Umweltökonomie diskutiert werden. Der als gemeinnützig anerkannte Verein mit politischem Bildungsauftrag ist hauptsächlich im deutschsprachigen Raum verbreitet. Die „Christen für gerechte Wirtschaftsordnung“ wollen aus Verantwortung für Frieden und Bewahrung der Schöpfung zu einer Wirtschaftsordnung beitragen, die sich an den Bedürfnissen der Menschen orientiert, gleiche Freiheit gewährt und Solidarität fördert. Dafür vertiefen und verbreiten sie das Wissen insbesondere auf den Gebieten der Geld- und Bodenordnung als Grundlage eines human-ökologischen Steuersystems, fairer Betriebs- und Unternehmensverfassung, gerechter Sozialordnung und solidarischer Weltwirtschaft. Zu diesem Zweck vernetzen sie hieran interessierte Menschen, schulen und vermitteln Referentinnen und Referenten, fördern und verbreiten Publikationen, veranstalten Vorträge, Seminare und Tagungen, beteiligen sich an der öffentlichen Meinungsbildung, regen zu praktischen Schritten an und unterstützen die Forschungs- und Bildungsarbeit gleichorientierter Institutionen.
Zur Organisation schreibt Günter Bartsch: Sind die CGW überhaupt eine Organisation? Nein. Haben sie eine? Selbst das ist fraglich. Die CGW sind eine Gemeinschaft von Persönlichkeiten mit einem Minimum an Organisation. Dieses Minimum besteht aus einer Satzung, einer Mitgliederkartei und einer ehrenamtlich besetzten Geschäftsstelle.
Die CGW veranstalten Tagungen, auch in Kooperation mit anderen Bildungseinrichtungen (z. B. kirchliche Akademien), und andere Informationsveranstaltungen. Vier Mal jährlich erscheint der CGW-Rundbrief mit einer Auflage von ca. 300 Exemplaren; er ist auch von der Webseite des Vereins abrufbar.
Die CGW arbeiten mit vielen Gruppen zusammen und wirken bei Initiativen und Aktionen mit, unter anderem bei Regiogeld-Initiativen, 9,5 Thesen gegen Wachstumszwang und für ein christliches Finanzsystem, Aufruf „Fair Teilen statt Sozial Spalten“. Sie ist Mitglied in folgenden Verbänden: Attac, Initiative Kirche von unten (IKvu), Kairos Europa, Ökumenisches Netz in Deutschland, Erlassjahr.de und Stiftung Oekumene.

## Veröffentlichungen der AfC und CGW
- Friedhelm Spiecker: Das Wirtschaftsunrecht in der Gegenwart im Lichte der Bibel. Eine Denkschrift der Arbeitsgemeinschaft freiwirtschaftlicher Christen. 1956.
- Friedhelm Spiecker: Das Wirtschaftsunrecht der Gegenwart im Lichte der Bibel: Eine Denkschrift der Arbeitsgemeinschaft Freiwirtschaftlicher Christen (AFC). - In Zusammenarbeit mit dem Vorstand (der AFC) herausgegeben von dem Vorsitzenden, Pfarrer i. R. Friedhelm Spiecker. - Vortrag bei der Jahrestagung der AFC in Duisburg am 23. September 1956. - o. O.: o.Verl., o. J. [1957]
- Roland Geitmann: Damit Geld dient und nicht regiert – Einführung. Christen für gerechte Wirtschaftsordnung (Hrsg.) 2009, ISBN 978-3-9806271-0-8